# Cítara (antiga Grècia)

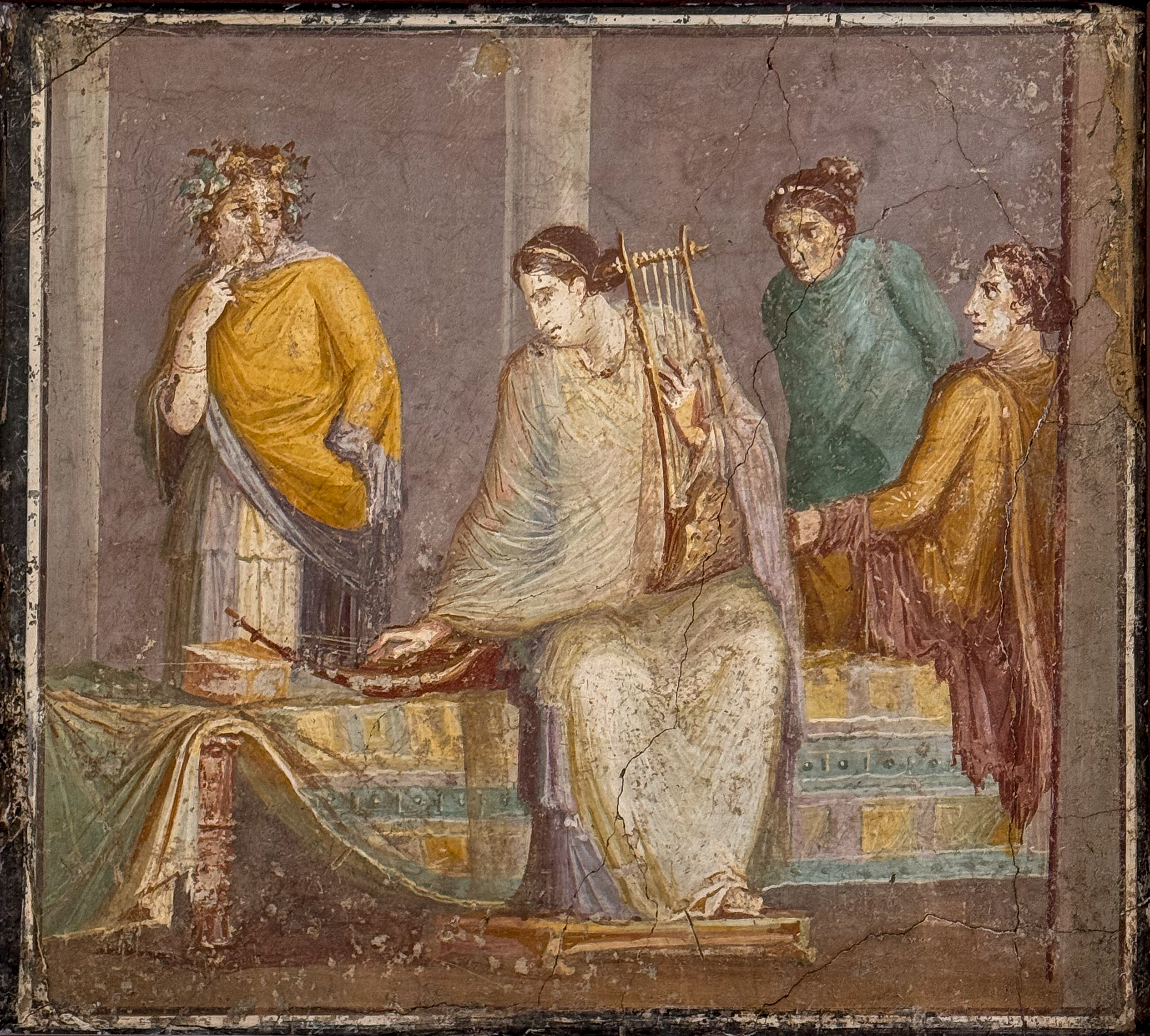
Dona amb cítara (dreta) i sambuca (esquerra). Fresc pompeià, dC, Museu Arqueològic Nacional de Nàpols.

La cítara (en grec antic: κιθάρα, llatí: cithăra) era un instrument musical de l'antiga Grècia de la família dels llaüts de jou, també coneguts com a lires.
La cítara era una versió professional de set cordes de la lira, que es considerava un instrument rústic o popular, adient per ensenyar música als principiants. La cítara, en canvi, la feien servir principalment músics professionals, anomenats citaredes (κιθαρῳδοί) o citaristes. Els orígens de la cítara són probablement d'Anatòlia. En grec modern, κιθάρα (kithara) ha arribat a significar 'guitarra', mot català que, d'altra banda, també prové de cítara.

## Usos
Mentre que la lira, més simple, s'utilitzava sobretot com a instrument d'ensenyament a les escoles infantils, la cítara es tractava com un instrument virtuós perquè requeria molta més habilitat. Aristòtil, efectivament, diu que aquests instruments de corda no tenien finalitats educatives sinó que es tocaven només per plaer.
La cítara es tocava sobretot per acompanyar danses, recitats d'èpica, rapsòdies, odes i poesia lírica. També se sonava sense acompanyament a les recepcions, banquets, jocs nacionals i proves d'habilitat. Es tocava polsant les cordes amb un plectre rígid fet de cuir sec, subjectat a la mà dreta amb el colze estirat i el palmell doblegat cap a dins. Les cordes amb notes que no es volguessin fer sonar s'amortien amb els dits de la mà esquerra.

## Construcció

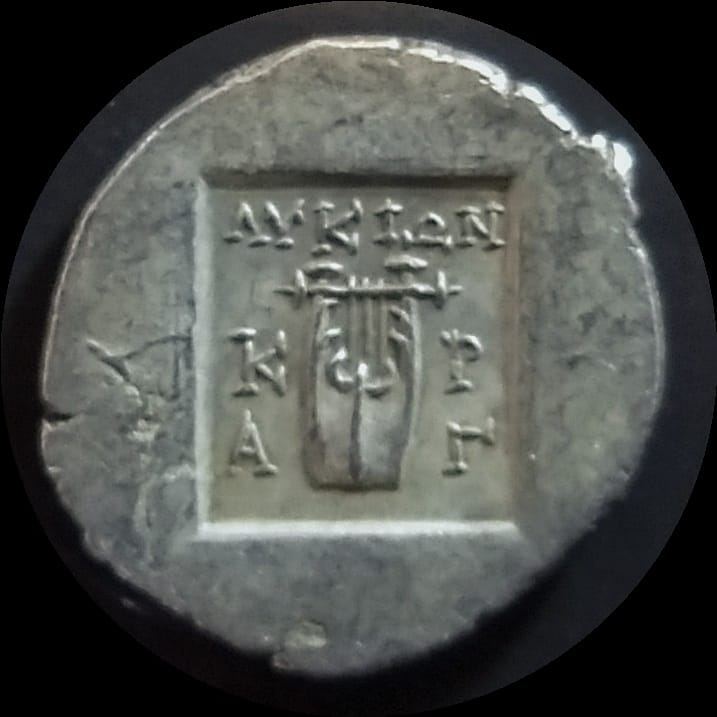
Cítara al revers d'un hemidracme (Cragos,Lícia)

La cítara tenia una caixa de ressonància fonda, de fusta feta per dues tapes de ressonància, planes o lleugerament arquejades, connectades per costelles o costats d'amplada igual. A la part superior, les cordes estaven nuades al voltant de la barra transversal o jou (ζυγόν) o en anelles enfilades sobre la barra o enrotllades entorn de clavilles. Els altres extrems de les cordes es fixaven gràcies a una peça de cua després de passar per un pont pla, o es combinaven la peça i el pont.
La major part de les cítares representades en pintures sobre ceràmica tenen set cordes, d'acord amb els autors antics, però aquests mateixos autors també afirmen que, de vegades, un citarede especialment hàbil en podia utilitzar més de set.

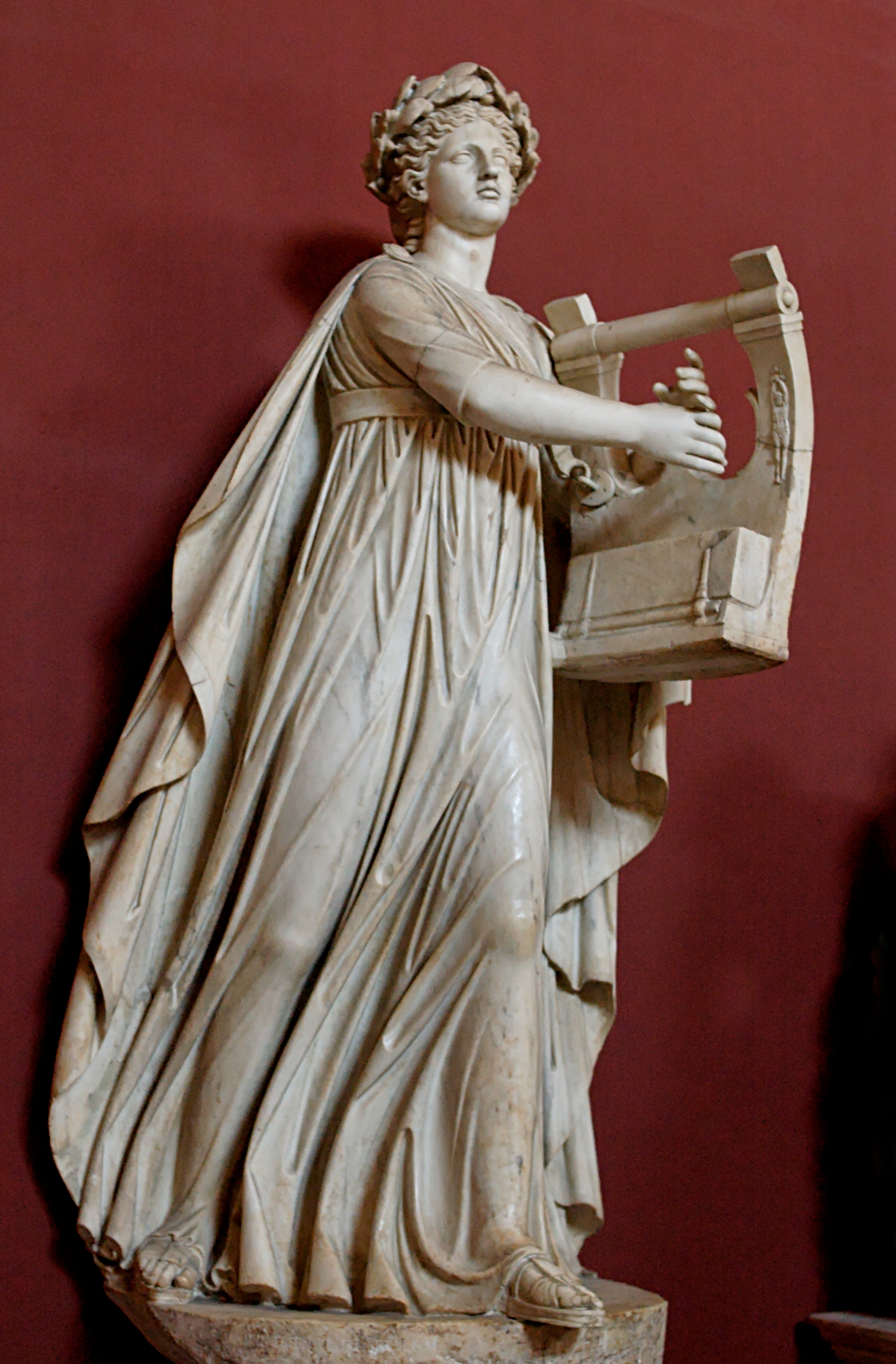
L'Apol·lo citarede dels Museus Vaticans

## Apol·lo com a citarede

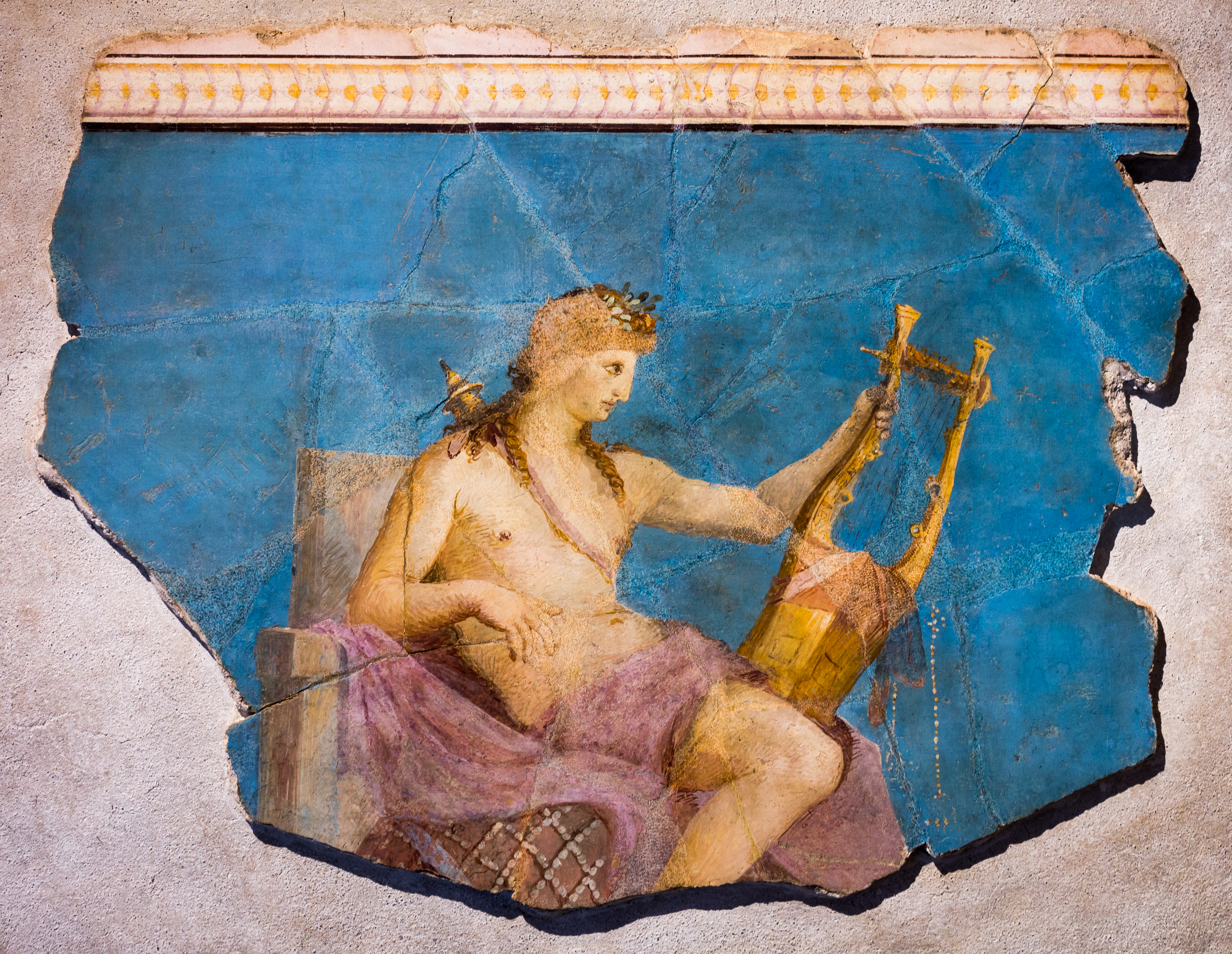
Un Apol·lo citarede d'època augustea en un fresc sobre guix trobat al Palatí

Es diu que la cítara va ser una invenció d'Apol·lo, el déu de la música. Per aquest motiu, Apol·lo apareix sovint representat amb les túniques formals d'un citarede i tocant una cítara, en comptes d'una lira, la invenció de la qual s'atribueix a Hermes. D'altra banda, Citarede (grec antic: Kιθαρῳδός, Kitharoidós, llatí: Citharœdus) és un epítet habitual d'Apol·lo, que significa 'que canta amb la lira, citarede'.
En història de l'art, un Apol·lo citarede és una tipologia d'estàtua iconografia en general d'Apol·lo amb una cítara. Entre els exemples més coneguts hi ha l'Apol·lo citarede dels Museus Vaticans, una estàtua enorme tota de marbre obra d'un escultor romà desconegut i datada del segle ii dC.

## Safo com a citareda

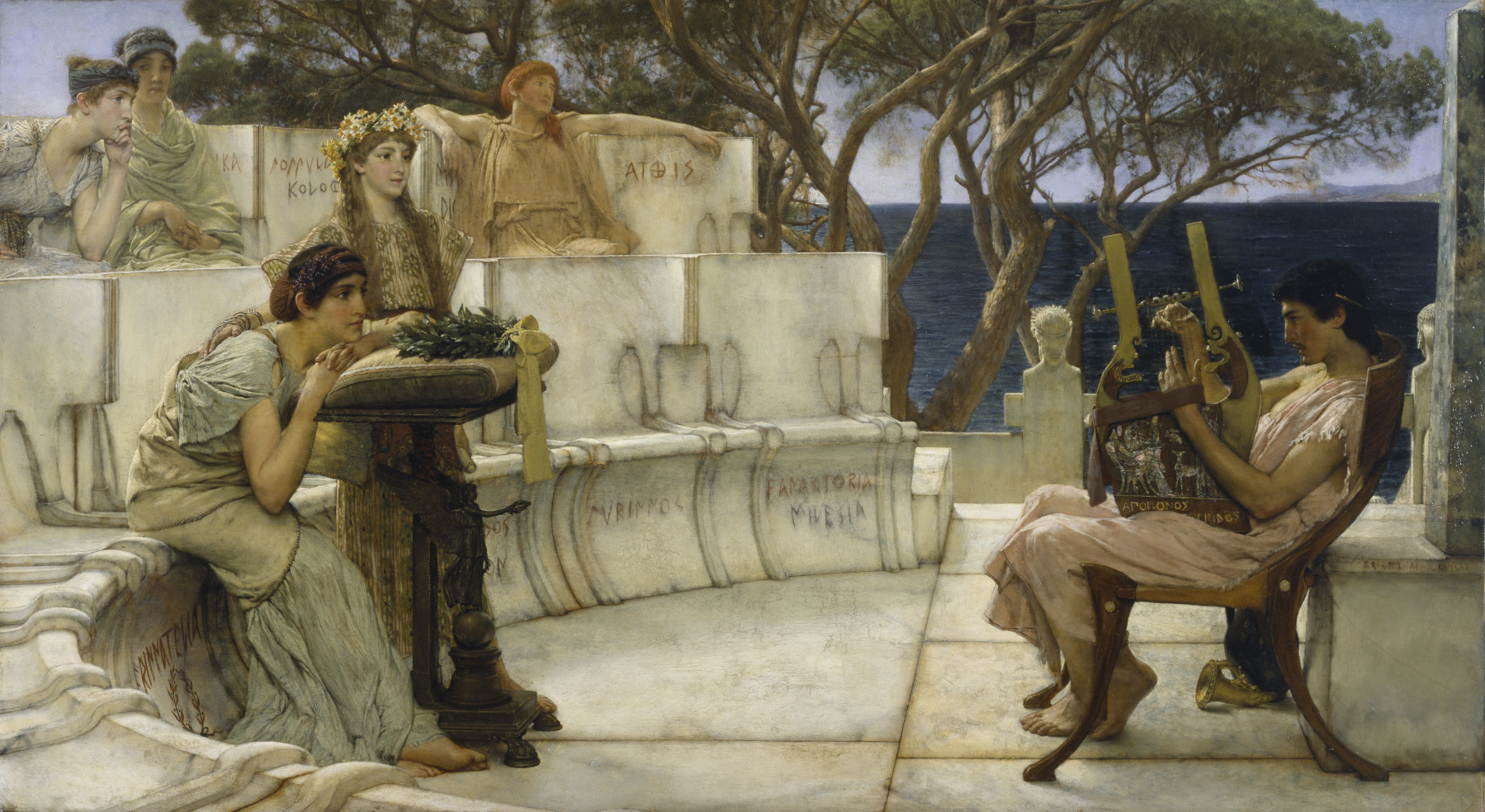
Alceu tocant la cítara mentre Safo escolta (Lawrence Alma-Tadema, 1881, Walters Art Museum)

La poetessa lírica Safo està estretament relacionada amb la música, especialment amb instruments de corda com la cítara i el bàrbiton. Safo una dona d'alta posició social natural de Mitilene, a l'illa de Lesbos, i componia poemes cantats molt populars que se centraven en les emocions.
Un mite grec diu que, en una ocasió, Safo va pujar als vessants escarpats del mont Parnàs, on va ser rebuda per les muses. Va passejar per les lauràcies i va arribar a la cova d'Apol·lo, on es va banyar a la Font Castàlia i va agafar el plectre d'Apol·lo per tocar música. Les nimfes sagrades ballaven mentre ella acariciava les cordes amb molt de talent per fer sortir dolces melodies.

## Altres citaredes cèlebres

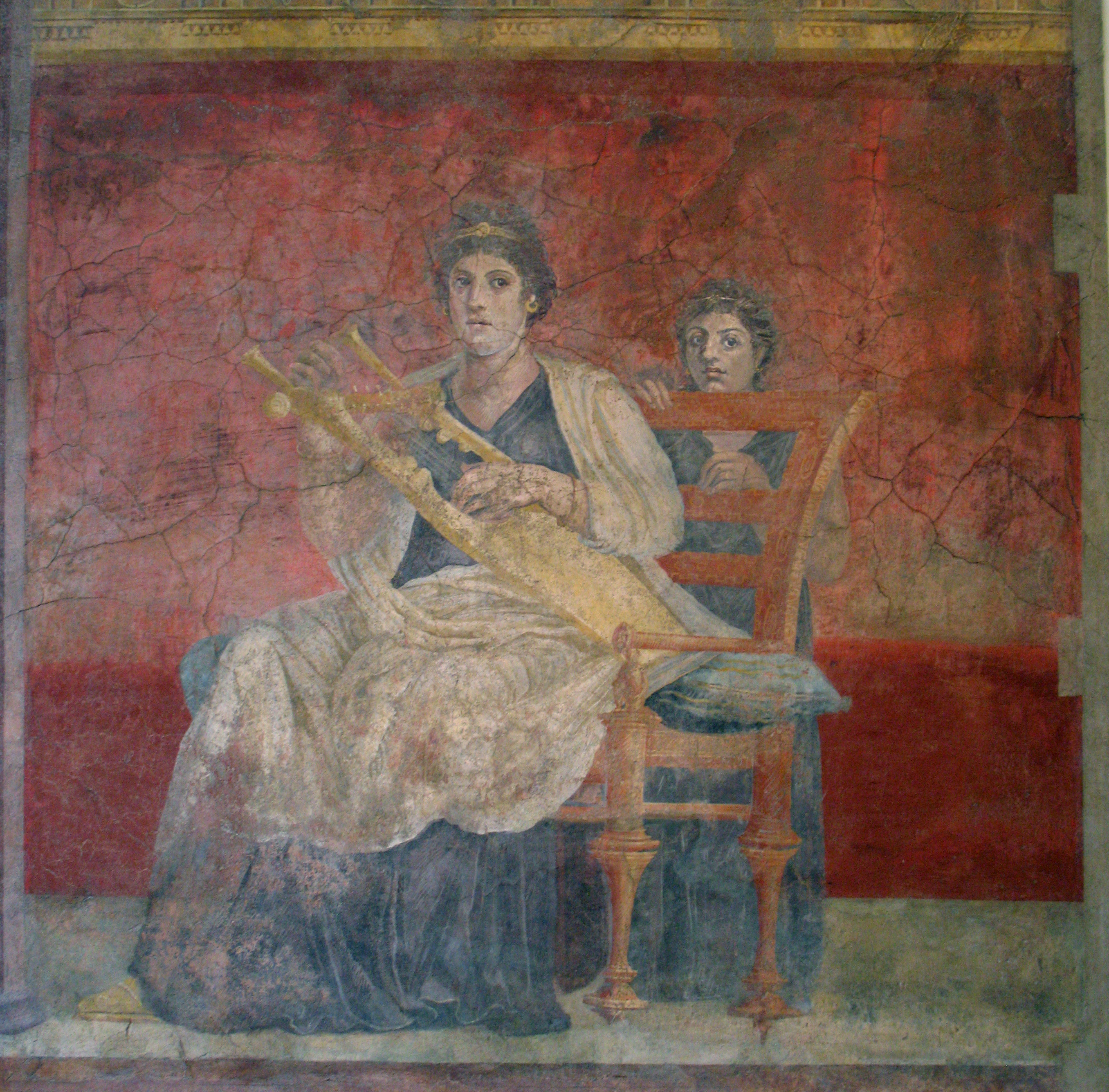
Dona tocant la cítara (Fresc de la vil·la de Publi Fanni, excavacions arqueològiques de Boscoreale, ca.

- Frinis de Lesbos, qui, segons la Suda, va ser el primer a tocar la cítara a Atenes i va guanyar a les Panatenees. Probablement s'entén per cítara el nou instrument de dotze cordes inventat per Melanípides de Melos.[7]
- Atenodor de Teos, qui va tocar la cítara al casament d'Alexandre el Gran a Susa

## Altres instruments
A l'edat mitjana, el terme cítara (cythara) també s'utilitzava per fer referència als instruments de corda en general, incloses les lires i altres instruments semblants com els llaüts. Les referències a «cítares» en forma de llaüt, és a dir, amb coll i cos allargat, es remunten més enrere del segle xii, com ara el Saltiri daurat de Sankt Gallen (en), amb una miniatura del rei David amb un llaüt esmentat com a «cythara», i altres casos al Saltiri de Stuttgart. L'ús del terme cítara al llarg de l'Edat Mitjana es remunta a la cítara original i deriva de les habilitats que tenia per influir en les emocions de la gent.